# 連理の枝
『連理の枝』（れんりのえだ、연리지）は、2006年公開の韓国映画。白居易「長恨歌」から夫婦・男女の仲むつまじいことのたとえから。

## キャスト
- チェ・ジウ
- チョ・ハンソン
- チェ・ソングク
- ソ・ヨンヒ
- ソン・ヒョンジュ
- ジン・ヒギョン

## スタッフ
- 監督・脚本：キム・ソンジュン